# Euophrys luteolineata
Euophrys luteolineata là một loài nhện trong họ Salticidae.
Loài này thuộc chi Euophrys. Euophrys luteolineata được Eugène Simon miêu tả năm 1871.